# Guillem I d'Aquitània
Guillem I d'Aquitània, anomenat també Guillem el Piadós o Guillem d'Alvèrnia, va néixer vers un 22 de març de l'any 875 i va morir el 6 de juny del 918. Va ser marquès de Gòtia, comte d'Alvèrnia, de Berry, de Llemosí, de Lió, de Mâcon, duc d'Aquitània (893 a 918) i abat laic de Saint-Julien de Brioude. L'11 de setembre de 909 fundà l'Abadia de Cluny, que va donar lloc a l'orde de Cluny, que va tenir gran influència en tot Europa.

## Vida
Fill del comte de Tolosa, Bernat III Plantapilosa i d'Ermengarda, filla del comte Bernat I d'Alvèrnia. L'any 886, a la mort del seu pare, va obtenir el títol de comte d'Alvèrnia. Cap a l'any 898 es va casar amb Engelberga, filla de Bosó I, rei de la Provença i de Borgonya Cisjurana, i d'Ermengarda, filla única de l'emperador Lluís II. D'aquest matrimoni va néixer un fill anomenat Bosó que va morir abans que el seu pare.
L'any 894 va donar hospitalitat i protecció a l'excomte de Poitiers, Ebles Manzer, que era atacat per Aimar o Ademar d'Angulema a Orlhac (Aurillac). Guillem va agafar ja el 893 el títol de duc d'Aquitània que el pare d'Ebles, Rainulf II de Poitiers, havia tingut. Amb el seu suport Ebles va recuperar el comtat de Poitiers el 902.
Durant el seu govern tant Aquitània com Alvèrnia van haver de patir dures devastacions per part dels vikings; el 897 el rei de França Odó I els va pagar perquè deixessin la vall del Sena i els vikings es van dirigir més al sud i van travessar la vall del Loira i l'any següent, després de la mort del rei Odó, els vikings van anar més enllà del Loira sense que el nou rei de França, Carles III, fes res per ajudar el ducat o el comtat. Un cert nombre de vikings s'havia establert al llarg de la vall del Loira, i els atacs i saqueigs en el ducat van continuar succeint-se fins i tot després del tractat de Saint-Clair-sur-Epte, ja que aquesta solució no incloïa els vikings presents al Loira.
El 909 Guillem va fundar l'abadia benedictina de Cluny, nomenant com a primer abat Bernó de Baume. A més havia concedit en donació a l'església de Roma tots els drets sobre l'abadia i aquest dret va ser estès després a tots els monestirs que es van unir a la congregació de Cluny, que se sostreien així tant del poder del rei de França com dels bisbes de la zona.
Guillem va morir sense deixar descendents directes el 6 de juliol de 918 i fou enterrat a l'abadia de Brioude, deixant els títols de duc d'Aquitània i comte d'Alvèrnia al seu nebot Guillem, fill de la seva germana Adelaida i del comte Acfred I de Carcassona.